# لوند کاکل‌حنایی
لوند کاکل‌حنایی (نام علمی: Lophornis delattrei) نام یک گونه از سرده لوندها است.